# Leucochromus
Leucochromus — рід жуків родини Довгоносики (Curculionidae).

## Зовнішній вигляд
Жуки цього роду мають досить крупні розміри, довжина їх тіла сягає 16-23 мм. Основні ознаки:
- головотрубка від лоба слабо розширена до вершини, із серединним та бічними кілями, досить глибокими борозенками обабіч серединного кіля;
- 1-й членик джгутика вусиків трохи коротший за другий;
- передньоспинка із тонкою повздовжною борозенкою посередині;
- надкрила біля основи ширші за передньоспинку, з округленими плечима, зрослися по шву, крила рудиментарні;
- 1-й та 2-й членики задніх лапок видовжені та загострені на вершинах; лапки знизу вкриті рудиментами губчастих підошов, кігтики біля своєї основи вільно розходяться (не зрослися);
- черевце з чорними широкими поперековими плямами;
- візерунок верхної частини тіла утворений товстими білими лусочками на чорному тлі, які розташовані у вигляді білих повздовжних смуг та плям[2].

Фотографію виду цього роду дивись .

## Спосіб життя
Невідомий, ймовірно, він типовий для Cleonini. Мешканці пустель, найчастіше зустрічаються на саксаулі.

## Географічне поширення
Ареал роду обмежений Казахстаном та Середньою Азією.

## Класифікація
У цьому роді описано один вид:
- Leucochromus imperialis (Zoubkoff, 1837) — Іран, Туркменістан, Узбекистан, Казахстан[4]